# Wendlandia laxa
Wendlandia laxa là một loài thực vật có hoa trong họ Thiến thảo. Loài này được S.K.Wu ex W.C.Chen miêu tả khoa học đầu tiên năm 1983.